# 蒂夫湖 (梅克倫堡湖區郡)
53°35′44″N 12°31′42″E / 53.59556°N 12.52833°E

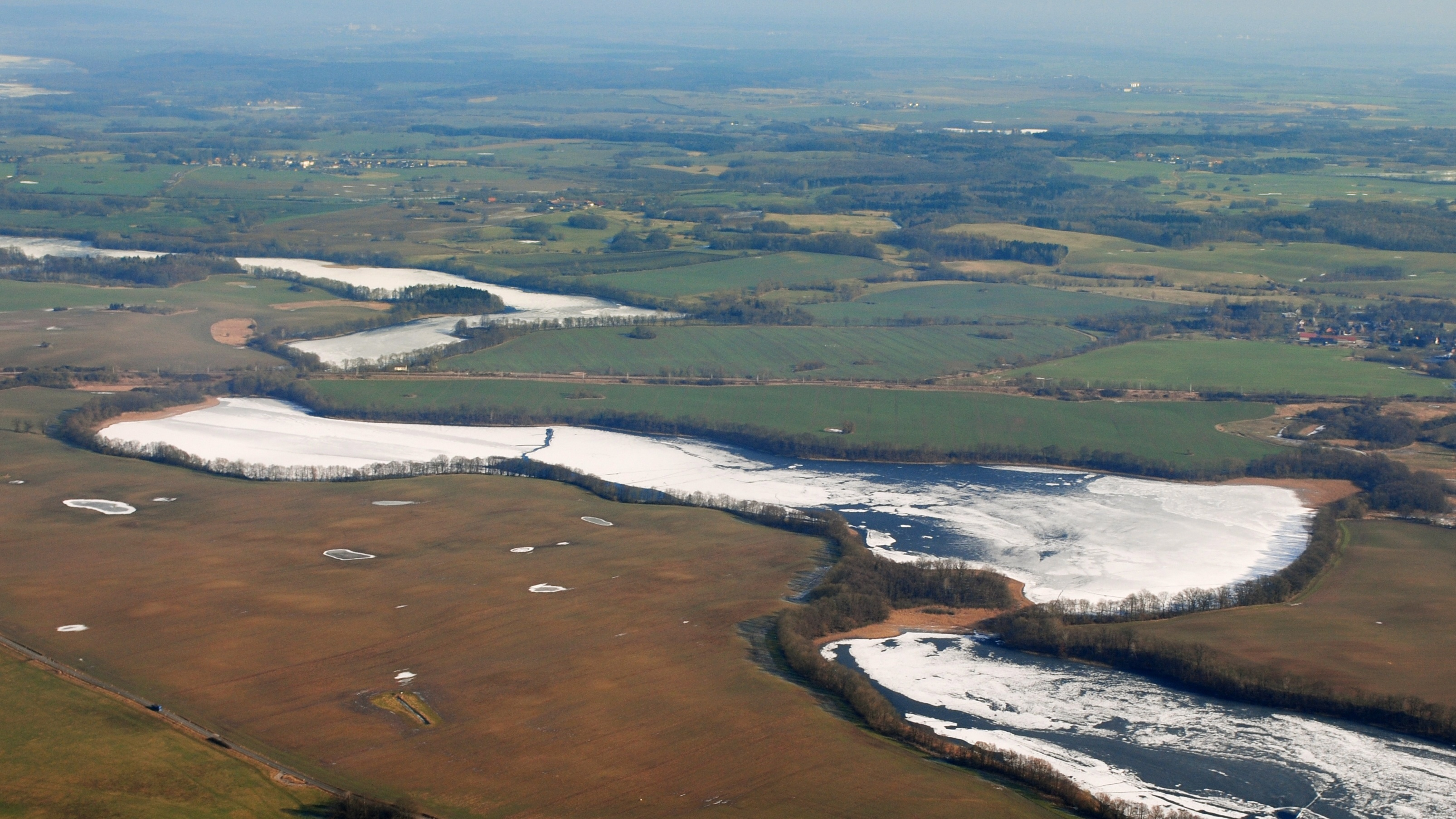

蒂夫湖（德語：Tiefer See），是德國的湖泊，位於該國東北部梅克倫堡-前波美拉尼亞州，由梅克倫堡湖區郡負責管轄，長1.6公里、寬0.8公里，面積0.76平方公里，海拔高度63米，平均水深19米，最大水深63米，湖岸線長度9公里，水體容量1,400萬立方米。